# Pulaski (condado de Iowa, Wisconsin)
Pulaski es un pueblo ubicado en el condado de Iowa en el estado estadounidense de Wisconsin. En el Censo de 2010 tenía una población de 400 habitantes y una densidad poblacional de 3,47 personas por km².

## Geografía
Pulaski se encuentra ubicado en las coordenadas 43°9′28″N 90°21′17″O / 43.15778, -90.35472. Según la Oficina del Censo de los Estados Unidos, Pulaski tiene una superficie total de 115.31 km², de la cual 111.89 km² corresponden a tierra firme y (2.96%) 3.42 km² es agua.

## Demografía
Según el censo de 2010, había 400 personas residiendo en Pulaski. La densidad de población era de 3,47 hab./km². De los 400 habitantes, Pulaski estaba compuesto por el 93.75% blancos, el 0% eran afroamericanos, el 0.5% eran amerindios, el 0.25% eran asiáticos, el 0.25% eran isleños del Pacífico, el 1.5% eran de otras razas y el 3.75% pertenecían a dos o más razas. Del total de la población el 4% eran hispanos o latinos de cualquier raza.